# Grâce-Hollogne
Grâce-Hollogne (valonă Gråce-Hologne) este o comună francofonă din regiunea Valonia din Belgia. Comuna este formată din localitățile Bierset, Grâce-Berleur, Hollogne-aux-Pierres, Horion-Hozémont și Velroux. Suprafața totală a comunei este de 34,24 km². La 1 ianuarie 2008 comuna avea o populație totală de 21.813 locuitori. 
Grâce-Hollogne se învecinează cu comunele Ans, Saint-Nicolas, Seraing, Flémalle, Saint-Georges-sur-Meuse, Donceel și Fexhe-le-Haut-Clocher.